# Perry Bradford
Perry Bradford (Montgomery, Alabama, 14 de febrer de 1893 – Nova York, 20 d'abril de 1970), va ser un músic, compositor i intèrpret de vodevil nord-americà. Les seves cançons més notables van incloure "Crazy Blues", "That Thing Called Love" i "You Can't Keep A Good Man Down". persuadir a Okeh Records perquè treballés amb Mamie Smith, donant lloc al seu històric enregistrament de blues el 1920.

## Biografia
Bradford va créixer a Atlanta, on la seva família es va traslladar quan tenia sis anys, i el 1906 va començar a treballar en espectacles de joglars. Va tocar a Chicago com a pianista solista des de 1909 i va visitar la ciutat de Nova York l'any següent.
A través d'una àmplia experiència amb espectacles de joglars itinerants i companyies de teatre, Bradford va obtenir exposició a les cançons populars afroamericanes. Bradford va trencar els murs de prejudicis racials que havien impedit que els cantants afroamericans enregistressin. Abans de la influència de Bradford, els artistes afroamericans van gravar amb un estil molt semblant al de les orquestres de ball blanc. Hi havia poca o cap rastre de les característiques musicals afroamericanes presents en els seus enregistraments. Bradford va perseverar a aconseguir que la indústria discogràfica valorava els enregistraments d'artistes afroamericans que enregistraven a l'estil de la seva pròpia subcultura.
Com a pianista, cantant, ballarí i compositor, Bradford va treballar en circuits teatrals al sud i al nord durant la següent dècada (1908–1919) en un acte de cançons i dansa anunciat com "Bradford and Jeanette". Mentre estava a la ciutat de Nova York, Bradford va convèncer Frederick W. Hager, d'Okeh Records, perquè enregistrés Mamie Smith i es va convertir en el seu director musical. Smith va protagonitzar l'espectacle de Bradford Made in Harlem (1918). Bradford també va ser responsable que Smith fos el primer cantant de blues afroamericà que va aparèixer en un disc (cantant el seu "Crazy Blues") el 1920.
Bradford va afirmar que la seva revista, Made in Harlem, va ser la primera producció escènica que va oferir temes de blues al gran públic del nord de Harlem. Bradford va poder organitzar la primera sessió d'enregistrament, "That Thing Called Love", que va destacar un artista afroamericà, acompanyat d'una banda blanca d'estudi, interpretant material específic de la cultura afroamericana.
Tenia oficines a l'edifici d'oficines del Gaiety Theatre a Times Square, Nova York. L'edifici d'oficines incloïa oficines llogades a persones negres destacades del negoci de la música, com Bill Robinson, Eubie Blake, Shelton Brooks i W.C. Pràctic; l'edifici va ser sobrenomenat "la cabana de l'oncle Tom" per George M. Cohan.
Bradford va fer una gira i va gravar amb Smith, va treballar amb Alberta Hunter i també va dirigir set sessions d'enregistrament durant el període 1923–1927. Entre els companys de Bradford hi havia Johnny Dunn, Bubber Miley, Garvin Bushell, Louis Armstrong (en dos números el 1925), Buster Bailey i James P. Johnson. La sessió d'Armstrong amb Bradford va ser la seva última sessió a la ciutat de Nova York abans del seu retorn a Chicago.
Bradford va continuar promocionant els enregistraments de blues i jazz mitjançant la publicació i la gestió. La influència de Bradford en la indústria discogràfica es va veure afectada negativament per la caiguda de la borsa el 1929, així com pels canvis en el caràcter del jazz i les cançons afroamericanes. Va ser un participant irregular després de la dècada de 1940.
Amb l'augment de la Gran Depressió, Bradford es va escapar a l'obscuritat. En els darrers anys, semblava exagerar el seu paper en els primers blues, possiblement una reacció perquè gairebé l'oblidessin. El 1957, Little Richard va tenir un èxit amb "Keep A-Knockin'" de Bradford.
El 1965 es va publicar l'autobiografia de Bradford Born With the Blues (Nova York: Oak Publications) amb un pròleg de Noble Sissle.